# 大阪音楽大学付属音楽高等学校
大阪音楽大学付属音楽高等学校（おおさかおんがくだいがくふぞくおんがくこうとうがっこう）とは、大阪府豊中市にあった私立高等学校。

## 沿革
- 1915年 - 大阪市南区塩町通（現・中央区南船場）に大阪音楽学校開校
- 1926年 - 大阪市東区味原町（現・天王寺区味原本町）に移転
- 1948年 - 学制改革に合わせ、新制高等学校の大阪音楽高等学校として開校
- 1954年 - 豊能郡庄内町大字野田（現・豊中市庄内幸町）に移転
- 1958年 - 大阪音楽大学付属音楽高等学校に改称
- 1978年 - 大学・短大の定員増に伴う校地基準を満たすため閉校を決定
- 1981年 - 閉校

## 出身者
- 小坂明子
- 佐藤しのぶ